# Westerfilde
Westerfilde, Dortmund-Westerfilde – dzielnica miasta Dortmund w Niemczech, w kraju związkowym Nadrenia Północna-Westfalia, w okręgu administracyjnym Mengede.